# フィギュアニメ
フィギュアニメとは、コナミが展開する商品企画の1つ。

## 概要
名前の通り、「フィギュア」と「アニメ」をセットにした商品企画であるが、フィギュアをアニメの関連グッズとして販売するのではなく、メインはフィギュアであり、アニメは世界観の補完のためのものとすることで、フィギュアファンとアニメファンの両方の取り込みを狙っている。そして、第1弾として『おとぎ銃士 赤ずきん』を「ワンダーフェスティバル2005 冬」（2005年2月開催）で、第2弾『SPECTER』（スペクター）を「ワンダーフェスティバル2005 夏」（2005年8月開催）で、それぞれ販売した。ただし、『SPECTER』はアニメではなく特撮作品である。両商品とも、当初はワンダーフェスティバルのみでの販売予定であったが、のちにコナミの通販サイト「コナミスタイル」でも販売されている。
2007年以降、フィギュアニメの第3弾は発表されていない。2006年に発売されたコナミのOVA『スカイガールズ』は、ガレージキットつきの限定版があり、かつ「ワンダーフェスティバル2006 夏」と「コナミスタイル」のみでの販売と、販売形態こそ似ているものの、ガレージキットなしの通常版も用意されており、フィギュアニメのコンセプトとは異なる。